# Кострицкий, Евгений Ферапонтович
Евгений Ферапонтович Кострицкий (5 марта 1890 — 27 апреля 1963, Сан-Франциско) — русский военный лётчик, штабс-капитан, участник Первой мировой войны, кавалер Георгиевского оружия (1917) и кавалер трёх георгиевских крестов. После Октябрьской революции присоединился к Белому движению, где был произведён в  капитаны. После поражения Белого движения жил в Китае и США.

## Биография
Евгений Ферапонтович Кострицкий родился 5 марта 1890 года. Обучался в Одесском техническом училище Министерства путей сообщения. Окончил Жмеринское двухклассное сельское Министерства народного образования училище (1907 г.), Севастопольскую военную авиационную школу (1914 г.); Теоретические курсы авиации им. В.В. Захарова при Петроградском политехническом институте (1914 г.).
19.08.1914 г. принят на службу Особым комитетом по усилению воздушного флота, зачислен рядовым «охотником» в 1 -ю авиационную роту. Назначен для прохождения курсов авиационных мотористов при Санкт-Петербургском политехническом институте.
05.10.1914 г. командирован в Севастопольскую военную авиационную школу.
15.03.1915 г. сдал экзамен на звание лётчика на самолёте типа «Фарман».
04.04.1915 г. выполнил условия на звание «военного лётчика» на самолёте типа «Фарман».
20.04.1915 г., по окончании авиационной школы, назначен лётчиком 24-го корпусного авиационного отряда.
С 03.12.1915 г. — заведующий техническим имуществом отряда.
С 26.04.1916 г. по 09.05.1916 г. — и.д. отрядного адъютанта и делопроизводителя.
С 10.06.1916 г. — адъютант, казначей, заведующий делопроизводством по сбору военно-исторических документов.
С 09.08.1916 г. — в 3-м авиационном дивизионе.
С 22.08.1916 г. — в 3-м авиационном отряде истребителей.
На апрель 1917 г. — военный лётчик 24-го корпусного авиационного отряда.
С осени 1918 г. в белых армиях Восточного фронта. Произведён в капитаны за боевые отличия.
На март 1919 г. — военный лётчик 14-го Сибирского авиационного отряда.
С 16.04.1919 г. — и.д. начальника технического отделения Оперативно-организационного отдела Управления начальника воздушного флота армий адмирала А.В. Колчака.

## Награды
Евгений Ферапонтович был пожалован следующими наградами:
- Георгиевское оружие (Приказ по армии и флоту от 31 июля 1917[3])
— «за то, что, будучи в чине прапорщика, 4-го мая 1916 г. во время воздушной разведки у стан. Мышь, вступил в бой с двумя атаковавшими его германскими истребителями. Повредив один из них, заставил его снизиться, сам же с пробитым мотором, планируя на высоте 600 метров, над позициями противника под сильным артиллерийским, ружейным и пулеметным огнем, сделал весьма ценные снимки его позиции. Аппарат во время этого полета получил около 100 пробоин от пуль»;
- Орден Святого Владимира 4-й степени с мечами и бантом (Приказ по 3-й армии от 19 февраля 1916)
— «за воздушную разведку 21 июня 1916 года»;
- Орден Святой Анны 3-й степени с мечами и бантом (Приказ по армии и флоту от 12 апреля 1917)
— «за воздушные разведки 25 ноября 1915 г. и 5 января 1916 г.»;
- Орден Святой Анны  4-й степени с надписью «За храбрость» (Приказ по 3-й армии № 294 от 30 сентября 1916)
— «за воздушные разведки в мае-июне 1916 г.»;
- Орден Святого Станислава 3-й степени с мечами и бантом (Приказ по армии и флоту от 12 апреля 1917)
— «за воздушные разведки 25 ноября 1915 г. и 5 января 1916 г.»;
- Георгиевский крест 2-й степени (№ 20863[4] Приказ по 3-й армии № 708 от 17 декабря 1915)
— «за то, что «во время полета 6 октября 1915 г., несмотря на сильный обстрел добыл и доставил своевременно важные о противнике сведения»;
- Георгиевский крест 3-й степени (Приказ по 3-й армии № 441 от 1 августа 1915)
— «за воздушную разведку  23 июня 1915г.»;
- Георгиевский крест 4-й степени (№ 59747; Приказ по 3-й армии № 337 от 11 июня 1915)
—«за то, что 13 мая 1915 г. вызвавшись охотником на опасную разведку, выполнил ее с полным успехом, доставив ценные о противнике сведения[5]».